# Leila Schneps
Leila Schneps, née le 22 décembre 1961 à Waltham au Massachusetts, est une mathématicienne américaine, vivant en France. Directrice de recherche CNRS à l'Institut de mathématiques de Jussieu, elle est spécialisée dans la théorie des nombres. Outre ses activités de recherches, elle a publié un livre et des articles sur les usages et les abus de mathématiques dans des affaires criminelles, et, sous le pseudonyme de Catherine Shaw, elle est l'autrice de romans policiers ayant un thème en lien avec les mathématiques.

## Formation
Leila Schneps obtient un B.A. en mathématiques, langue allemande et littérature à l'université Harvard en 1983, puis effectue ses études universitaires en France. Elle obtient un doctorat de troisième cycle en mathématiques à l'Université Paris-Sud (Orsay) en 1985, avec une thèse portant sur les L-fonctions p-adiques attachées à des courbes elliptiques, un doctorat en mathématiques en 1990 avec une thèse sur les L-fonctions p-adiques et les groupes de Galois suivi d'une habilitation universitaire à l'Université de Franche-Comté en 1993, avec une thèse portant sur la théorie de Galois inverse,.

## Carrière
Leila Schneps a occupé divers postes d'enseignement en France et en Allemagne jusqu'à l'obtention de son doctorat en 1990. Elle passe l'année 1987 à l'institut Max-Planck  à Bonn, et travaille en 1990 comme assistante postdoctorale à l'École polytechnique fédérale de Zurich en Suisse. En 1991 elle obtient un poste de titulaire comme chercheuse au Centre national de la recherche scientifique, affectée à l'Université de Franche-Comté à Besançon jusqu'en 1999 et ensuite à l'Université Pierre et Marie Curie (Sorbonne Université). Durant les années 1990, Schneps effectue des recherches comme visiteuse à l'Université Harvard, l'Institute for Advanced Study à Princeton et au MSRI à Berkeley.

## Travaux
Leila Schneps a publié des articles sur divers aspects de la théorie analytique des nombres depuis la fin des années 1980. Ses premiers travaux explorent les L-fonctions p-adiques qui deviendront le sujet de sa première thèse, puis elle continue ses travaux dans un domaine lié, les fonctions zêta.
Depuis la fin des années 1990, elle se focalise sur plusieurs aspects de la théorie de Galois, dont les groupes de Galois, les actions de groupe géométriques de Galois et la théorie de Galois inverse. Ses recherches l'ont conduite à étudier la théorie de Grothendieck-Teichmüller,,, et elle est devenue membre d'un groupe visant à préserver les travaux et l'histoire  d'Alexander Grothendieck. Ses travaux les plus récents investissent divers aspects des algèbres de Lie,,.

### Livres
Leila Schneps a également contribué à plusieurs ouvrages de mathématiques en théorie des nombres. Elle a édité une série de notes de lecture sur la théorie de Grothendieck des dessins d'enfant et elle a contribué par un article à la série. Elle a édité un texte sur le problème inverse de Galois ainsi qu'un livre sur les groupes de Galois. Elle est co-autrice d'un texte sur la théorie des corps commutatifs et co-éditrice d'un autre sur la théorie de Grothendieck-Teichmüller.
Le livre de Leila Schneps Math on Trial: How Numbers Get Used and Abused in the Courtroom, qu'elle a co-écrit avec sa fille, la mathématicienne Coralie Colmez est destiné à un public plus large, et utilise dix affaires judiciaires pour montrer comment les mathématiques, et plus spécialement les statistiques, peuvent affecter l'issue d'une procédure pénale, notamment quand elles sont incorrectement appliquées ou interprétées.

### Traductions
Leila Schneps a traduit en anglais plusieurs ouvrages et articles français, dont Invitation to the mathematics of Fermat-Wiles, Galois theory, A Mathematician Grappling With His Century, Hodge Theory and Complex Algebraic Geometry II, p-adic L-Functions and p-adic Representations, et Renormalization methods: critical phenomena, chaos, fractal structures.

## Publications
- (en) avec Pierre Lochak, Around Grothendieck's, Cambridge University Press, 1997
- (en) (éd) Galois Groups and Fundamental Groups, MSRI Publications, Cambridge University Press, 2003
- (en) avec Coralie Colmez, Math on Trial: How Numbers Get Used and Abused in the Courtroom, Basic Books, 2013 (traduit en 2015 : Les Maths au tribunal. Quand les erreurs de calcul font les erreurs judiciaires, Seuil)[30]
- éd avec Pierre Lochak: Geometric Galois Actions, 2 tomes, Cambridge University Press 2007. Fait suite à la conférence Geometry and Arithmetic of Moduli Spaces, à Luminy en 1995. Tome 1: Around Grothendieck's Esquisse d'un Programme, Tome 2: The Inverse Galois Problem, Moduli Spaces and Mapping Class Groups.
- éd : The Grothendieck Theory of Dessins D'Enfants, LMS Lecture Note Series, Cambridge University, 1994
- avec Xavier Buff, Jérôme Fehrenbach, Pierre Lochak, Pierre Vogel : Moduli Spaces of Curves, Mapping Class Groups and Field Theory, AMS et SMF 2003
- éd avec Hiroaki Nakamura, Florian Pop, Akio Tamagawa : Galois–Teichmüller Theory and Arithmetic Geometry, Mathematical Society of Japan, Tokio: Kinokuniya 2012

### Romans policiers sous le pseudonyme de Catherine Shaw
- The Three Body Problem, a Cambridge Mystery, Allison & Busby, 2005[31]
- Flowers Stained with Moonlight, Allison & Busby, 2006
- The Library Paradox, Allison & Busby, 2007
- The Riddle of the River, New York, Felony & Mayhem Press, 2009
- Fatal Inheritance, Allison & Busby, 2013